# Heavy metal
Heavy metal (adesea numit simplu metal) este un subgen al muzicii rock apărut la sfârșitul anilor 1960 - începutul anilor 1970, în Marea Britanie. Cu rădăcini în hard rock, blues rock și psychedelic rock, formațiile care au creat genul heavy metal au dezvoltat un sunet gros, masiv, caracterizat de distorsiuni înalt amplificate, pasaje solo de chitară extinse, beat-uri accentuate, și intensitate generală. Versurile și stilurile de interpretare ale heavy metalului sunt adesea asociate cu masculinitatea, agresivitatea și machismo.
Primele formații heavy metal, ca Led Zeppelin, Deep Purple și Black Sabbath au atras audiențe mari, deși acestea au fost adesea ridiculizate de critici, un statut comun în întreaga istorie a genului. La mijlocul anilor 1970 Judas Priest a ajutat stimularea evoluției genului prin eliminarea influenței blues; Motörhead a introdus o sensibilitate punk rock și a sporit accentul pe viteză. Formații din New Wave of British Heavy Metal ca Iron Maiden și Saxon au procedat în aceeași manieră. Înainte de sfârșitul deceniului, fanii heavy metal au devenit cunoscuți ca "metalheazi" sau "headbangeri".
Pe parcursul anilor 1980, glam metal-ul devine o forță comercială prin formații ca Mötley Crüe și Poison. Scenele underground au produs o direcție spre stiluri mai extreme și mai agresive: thrash metal a devenit mainstream datorită unor formații ca Metallica, Megadeth, Slayer, și Anthrax, în timp ce alte subgenurilor extreme de metal ca death metal și black metal rămân un fenomen de subcultură. Începând cu mijlocul anilor 1990, stiluri populare ca groove metal (e.g. Pantera) care îmbină extreme metal cu hardcore punk, și nu metal (e.g. Slipknot), care încorporează elemente de grunge și hip hop; și metalcore (e.g. Killswitch Engage), au extins în continuare definirea genului.

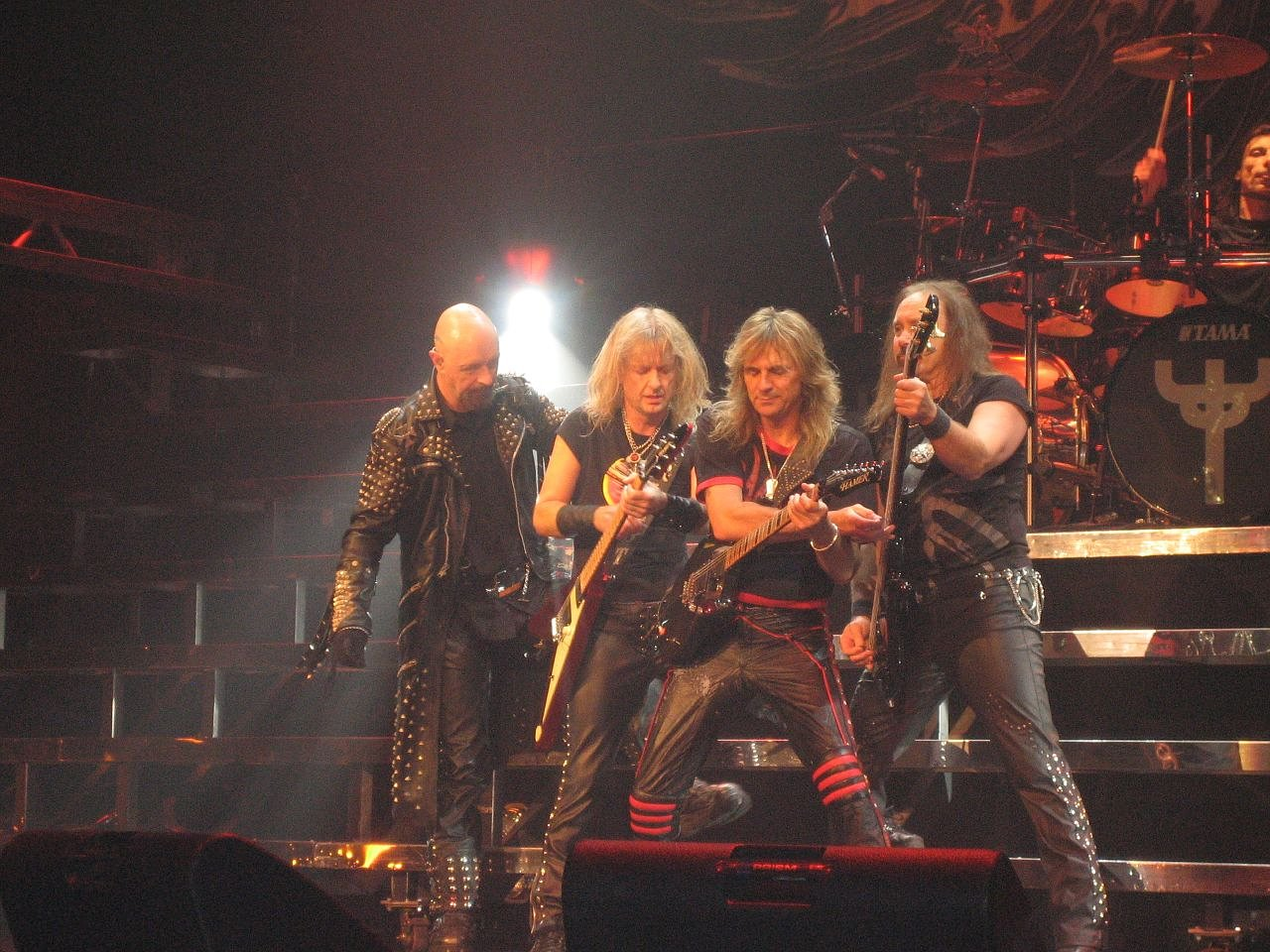
Judas Priest, evoluând în 2005

## Caracteristici
Muzica heavy metal sau pur și simplu metal-ul este o specie a rockului care s-a dezvoltat între anii 1960-1970. Având originile în blues rock și rock psihedelic, trupele care au definit heavy metal-ul au dezvoltat un stil dur, cu solo-uri rapide de chitară. Allmusic declară că "dintre toate formele rock&roll-ului, heavy metal-ul atinge extremele teatralității și ale volumului". Se bazează pe tipare clasice, starea de tensiune artificială fiind creată de repetarea obsedantă a riff-urilor (interpretate la octavă de chitare și de bas) și de forma muzicală construită din măsuri binare (doi timpi egali și exagerat accentuați de baterie). Sunetul este dominat de chitarele electrice care abundă de efecte, vocea este în forță și apelează în special la registrul acut.

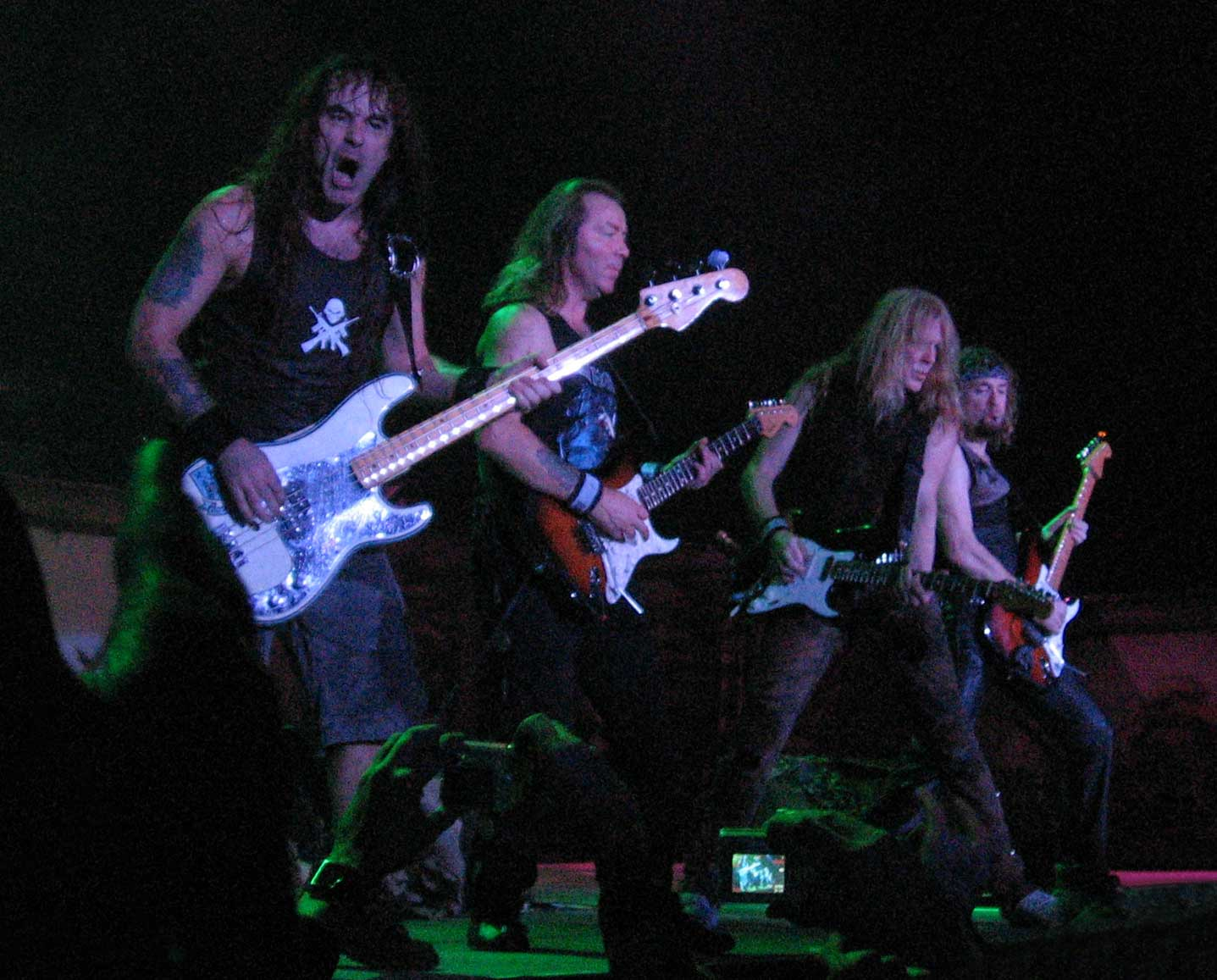
Iron Maiden, una din figurile cheie ale New Wave of British Heavy Metal

Pe parcursul evoluției genului, primele trupe de heavy, cum ar fi Led Zeppelin sau Black Sabbath atrageau mulți fani dar deopotrivă critici aspre. La mijlocul anilor '70, Judas Priest au diminuat valențele blues-ului asupra hard rock-ului; mișcarea numită New Wave Of British Heavy Metal sau, pe scurt NWOBHM a continuat fuziunea cu influențe de Punk rock, punând mai mult accent pe rapiditatea riff-urilor. Fanii genului heavy metal sunt numiți și metaliști, o traducere de la originalul "metalhead"/"headbanger". Un film de referință: "Metal-A Headbanger's Journey".

## Etimologie

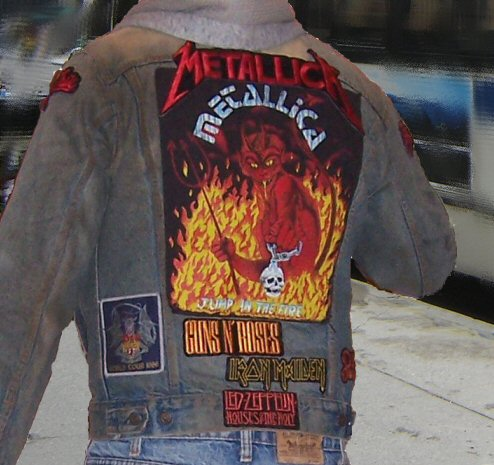
Un fan heavy metal purtând o jachetă de denim cu insigne și opere ale formațiilor heavy metal Metallica, Guns N' Roses, Iron Maiden, Slipknot, Dio și Led Zeppelin

Expresia "heavy metal thunder" se presupune a fi inventată la granița anilor 1960-1970 de scriitorul american William S. Burroughs în romanul Naked Lunch, cartea de căpătâi a generației beat. Sintagma este preluată în 1969 de grupul rock Steppenwolf în Born To Be Wild, imnul motocicliștilor de pretutindeni. Imediat criticul rock, Lester Bangs introduce termenul în circulație pentru a defini stilul unor trupe precum Led Zeppelin sau Black Sabbath.

### Anii '60
Blues/Psyhedelic/Hard rock
Majoritatea oamenilor consideră că melodia "Born To Be Wild", scrisă de Mars Bonfire și interpretată de formația hard rock Steppenwolf, și lansată în anul 1968, este prima melodie heavy metal creată vreodată. De asemenea, în același an, s-au  format trupele Led Zeppelin, Deep Purple și Black Sabbath, considerate pionierele stilului Heavy Metal. Aceste trupe au avut un succes mare, mai ales în urma numeroaselor concerte.

### Anii '70
Proto Metal
Totuși, niciun succes nu s-a comparat cu cel al trupei AC/DC, formată în anul 1973, care a propulsat atât heavy metal-ul cât și hard rock-ul mult mai aproape de mainstream, în urma succesului albumelor Back In Black și (For Those About To Rock) We Salute You. Tot cam în același timp, a apărut un nou val de heavy metal, din Anglia, numit New Wave of British Heavy Metal, care avea influențe punk rock, și era mult mai rapid ca metalul tradițional. Trupe precum Iron Maiden, Motörhead și Judas Priest au deschis drumul unei noi categorii de metal: Extreme metal.

### Anii '80
Glam Metal/Hair Metal/Pop Metal

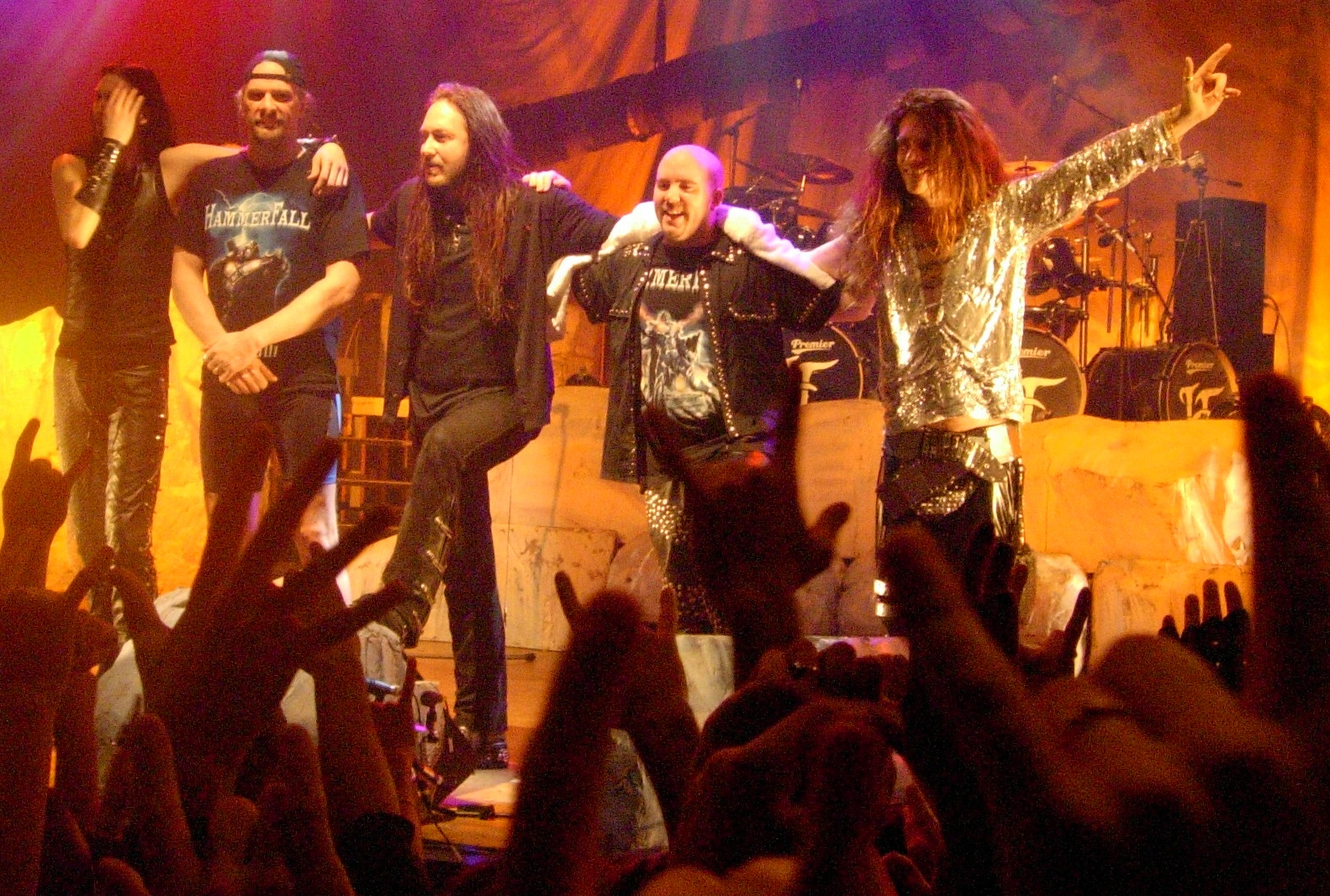
Formația suedeză de power HammerFall la un concert în Milano, Italia, 2005

Alături de Extreme Metal, a apărut Glam Metal, care avea numeroase influențe hard rock și a avut un succes imens în anii '80 datorită ritmurilor melodioase, imaginii de băieți frumoși a trupelor și popularității create de MTV prin numeroasele lor videoclipuri și concerte. Trupe precum Mötley Crüe, Poison, Scorpions, Def Leppard, Ozzy Osbourne și Van Halen au popularizat genul la începutul anilor '80, iar trupe precum Alice Cooper, Aerosmith, Whitesnake, Bon Jovi și Guns N' Roses la sfârșitul anilor '80.
Thrash Metal
Extreme Metal-ul, care era latura mai întunecată a metalului din anii '80, a început odată cu trupe de Thrash Metal precum  Metallica, Megadeth, Exodus, Anthrax, și Slayer care duceau metalul la extrem, stilul de cântat fiind agresiv, cu versuri tipate, , riff-uri de chitară rapide și agresive, iar cele mai comune teme în melodii erau injustitia, cultura satanista, razboiul si bolile mintale. Thrash Metalul a avut mult succes și mulți fani, și încă are, însă nu era la fel de popular precum Glam Metal-ul. Thrash Metalul a influențat crearea unor stiluri de metal și mai agresive, precum Death Metal, Black Metal si Groove Metal. De asemeni, a influențat crearea Progressive Metal.
Speed Metal
Mai degrabă tehnic și complex decât agresiv, Speed Metal-ul, reprezentat de trupe precum Accept, Helloween, Agent Steel,  Exciter, și X Japan era influențat de trupă Kiss și a influențat la rândul lui stilul de metal Power Metal, care era chiar mai complex.
Death Metal
Influențat de Thrash Metal, Death Metal-ul a fost underground încă de la crearea sa, deși sunt numeroși fani ai trupelor Cannibal Corpse, Death și Obituary. Death Metalul era probabil cel mai extrem stil de metal, și era caracterizat prin death grunt-uri (urlete foarte joase), agresivitate în toate instrumentele, și versuri ce prezentau amănunțit procesul de mutilare.
Black Metal

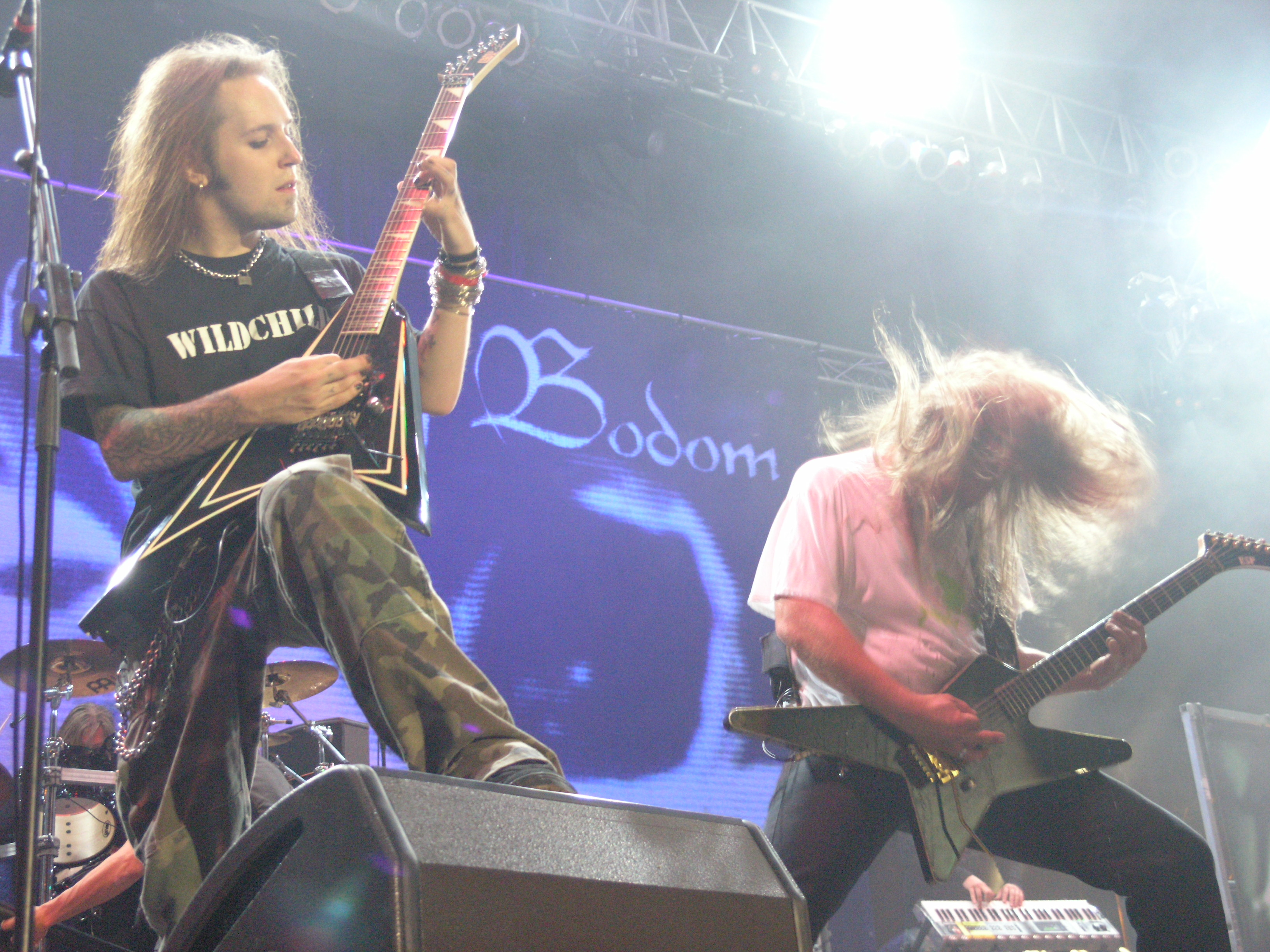
Children of Bodom, evoluând în 2007 la festivalul Masters of Rock

Genul Black metal își are originea la începutul, respectiv mijlocul anilor 1980, cladindu-se pe spatele giganților Venom, Mercyful Fate, Hellhammer, Celtic Frost și Bathory. Până la sfârșitul deceniului, ștacheta a fost preluată de scena norvegiană, reprezentată de formații precum Mayhem și Burzum. Genul diferă considerabilă ca stil muzical și ca mod de producție față de celelalte, fiindu-i caracteristice chitarele extrem de distorsionate, „atmosfera întunecată” și înregistrarea de proastă calitate, cu elemente ambientale sau cu sunete pe fundal. Temele legate de satanism sunt des întâlnite în black metal, deși multe dintre formații se inspiră mai degrabă din păgânism, promovând valorile perioadei pre-creștine. De asemenea, unele implementează și trăsături specifice genului folk metal, muzicii clasice, electronice sau avant-garde.
Odată cu anii 90, corpsepaintul a fost adoptat de majoritatea formațiilor de black metal, Mayhem fiind sursă acestei inspirații. În același timp, albumele Bathory au inspirat scena viking și folk metal, iar Immortal au introdus blast beaturile în gen. Unele formații scandinaviene au fost implicate și în evenimente violente, cum ar fi incendierea bisericilor de către membrii Mayhem și Burzum. Intensificarea comercializării death metalului a creat o revoltă pe scena metalului, black metalul norvegian din underground încercând să susțină o scenă ignorată de industria muzicală. Conform declarațiilor forstului lider Gorgoroth, Gaahl, „black metalul nu a fost creat pentru comercializare [...] aveam un inamic comun care era, desigur, creștinismul, socialismul și tot ce era legat de democratie”. Până în 1992, scena s-a extins și în afara peninsulei Scandinave, inclusiv în Germania, Franța și Polonia. Știrea omuciderii lui Dead în 1993 de către liderul Burzum, Varg Vikernes, a creat un imens haos în mass-media. În jurul anului 1996, când scena genului începea să stagneze, o serie de formații au adoptat un stil ambiental, precum Burzum sau Beherit, în timp ce black metalul simfonic era reprezentat de Tiamat și Samael. La începutul anilor 2000, norvegienii din Dimmu Borgir și englezii din Cradle of Filthau atins pragul comercializării.
Doom Metal
Genul își are originile în anii '80, în materialele unor formații precum Saint Vitus, The Obsessed, Trouble sau Candlemass; scena doom metal fiind diferită de restul genurilor. Aceștia au respins ideea de a intensifica viteza instrumentală. Majoritatea influențelor își au rădăcinile în versurile și muzica celor de la Black Sabbath. Pe lângă aceștia, și despre formația The Melvins se consideră că au avut o influența semnificantivă asupra doom metalului și a altor subgenuri. Genul accentuează tempourile melodice, melancolice și un mod sepulcral. Albumul Forest of Equilibrium, lansat în 1991 de către Cathedral, a reprezentat nașterea unui nou val de formații de doom metal. Concomitent cu acest eveniment, stilul doom-death metal al unor formații precum Paradise Lost, My Dying Bride sau Anathema, au dat naștere metalului gotic. Stilul american a fost reprezentat de către Type O Negative. În Statele Unite, sludge metalul, amestec de doom și hardcore, a apărut în anii 1980, Eyehatedog și Crowbar fiind formațiile majore ale scene sludge din Louisiana. În următorul deceniu, Kyuss au inspirat alte formații de doom metal, dând astfel naștere genului stoner metal, în timp ce Black Sabbath au ajutat la dezvoltarea subgenului drone metal.
Power Metal
Influențat de trupe precum Iron Maiden, Manowar, Dio și Europe, Power Metal este unul dintre cele mai populare stiluri de metal, remarcându-se prin ritmuri mai melodioase decât celelalte stiluri de extreme metal. Printre cele mai cunoscute trupe sunt Blind Guardian, Stratovarius, Manowar, Savatage, Helloween și Running Wild.
Progressive Metal
Influențat de mai multe genuri de Heavy Metal, jazz-fusion, muzică clasică și rock progresiv, Metalul progresiv este fără îndoială cel mai tehnic și cel mai complex stil de metal. Printre cele mai populare trupe se numără Dream Theater, Fates Warning, Queensrÿche, Siam Shade și artiști precum Yngwie Malmsteen.

### Anii '90
Alternative Metal

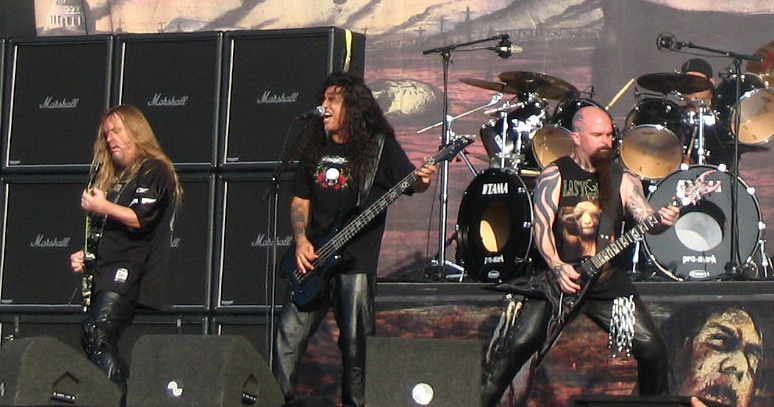
Formația thrash metal Slayer evoluând în 2007

Heavy Metal-ul a suferit un declin la începutul anilor '90, când stilul foarte cunoscut în toată lumea. Totuși, metalul s-a dezvoltat în alte stiluri. A apărut Alternative Metal, care combină Heavy Metal cu rock alternativ, precum și cu funk și hip-hop. Trupe precum Alice In Chains, Pearl Jam, Soundgarden, Rage Against The Machine, Red Hot Chili Peppers și Faith No More au devenit populare precum devenise Glam Metal-ul în anii '80.
Rap Metal
Un stil de metal ce combină Heavy Metal,  și Hip-Hop, ce a fost popularizat de trupe precum Body Count și colaborarea dintre formația de Thrash Metal Anthrax și grupul hip-hop Public Enemy, Bring The Noise, și influențat de colaborarea dintre formația Hard Rock Aerosmith și grupul hip-hop Run-D.M.C. din anii '80, Walk This Way. Elemente din Rapcore au fost mai târziu preluate de unele trupe Nu Metal, precum Limp Bizkit, Korn și Linkin Park.
Groove Metal

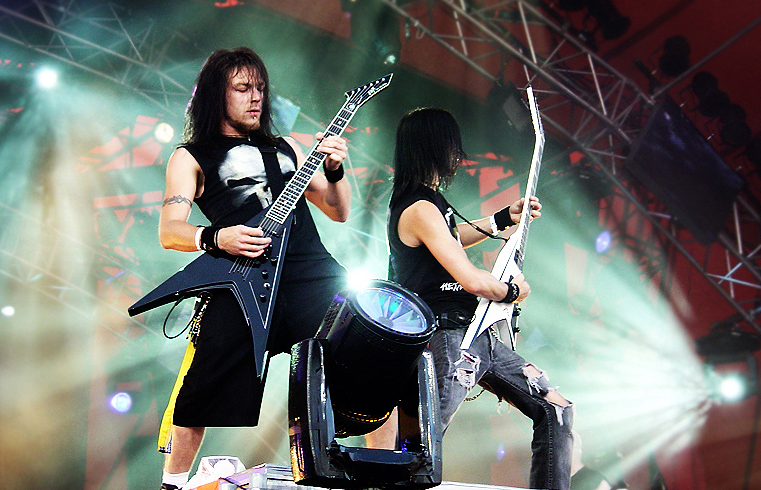
Bullet for My Valentine, una din formațiile principale ale genului metalcore

Pe lângă Altenative Metal, s-a mai dezvoltat și un stil de metal influențat de Thrash Metal, numit Groove Metal. Fiind popularizat de trupe precum Pantera, Sepultura și Machine Head, a devenit cel mai respectat stil de heavy metal din anii '90, cunoscut pentru breakdown-urile memorabile și foarte "groovy".
Nu Metal
Odată cu apariția albumului Korn, al trupei cu același nume, a apărut un imens val de trupe ce combinau stiluri heavy metal cu hip-hop și funk excesiv, uneori acest gen nefiind considerat metal adevărat. Pe la sfârșitul anilor '90, trupe precum Limp Bizkit, Slipknot și Korn au devenit foarte populare și de mare succes. Fanii Heavy Metal au blamat acest stil pentru declinul metalului din anii '80. Nu Metal este caracterizat prin riff-uri simple, rapping, și beat-uri hip-hop.

### 2000 până în prezent
Metalcore
Nu Metal a rămas popular până în prezent. Totuși, la începutul anilor 2000, s-a format un stil de metal care era menit să aducă înapoi duritatea metalului din anii '80. A apărut un mare val de trupe metalcore, care combinau thrash metal, death metal melodic și hardcore punk, formând astfel un sunet nou în metal, dar urmând metodele din anii '80. Trupe precum Killswitch Engage, Shadows Fall, As I Lay Dying, Bullet For My Valentine , Avenged Sevenfold și Trivium au devenit populare, asemănător popularității Nu-Metal-ului în anii '90. Totuși, Metalcore este încă un stil nou și mai are până să devină un stil la fel de popular precum Nu Metal. Dar este apreciat pentru readucerea pe scena mondială a metalului dur, asemănător celui din anii '80.